# كوتشك خرطوم
كوتشك خرطوم (بالفارسية: کوچک‌خرطوم) هي قرية تقع في غلستان في إيران. يقدر عدد سكانها بـ 1,076 نسمة .